# Holden VN

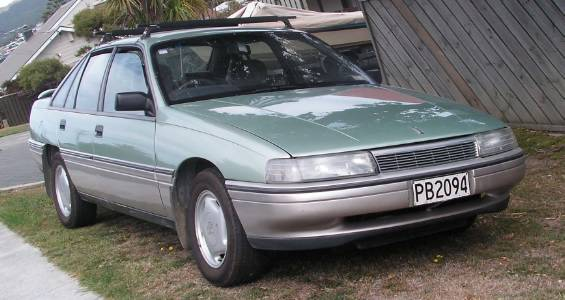
VN Calais Sedan.

De Holden VN was de zesde Commodore-serie van automerk Holden en ook de tweede generatie van die Holden Commodore. De modellen waren compleet nieuw en de serie was zes jaar in ontwikkeling geweest. De VN-serie was opnieuw een grote auto en geen middelgrote zoals de voorgaande Holden VL. Ook noemenswaardig was het schrappen van Holdens traditionele 6-in-lijnmotor die werd vervangen door een zescilinder in V-formatie.

## Geschiedenis
Met de VN-serie was de grote familiewagen van het Australische Holden weer terug van weg geweest. Het aerodynamische koetswerk was gebaseerd op dat van de Opel Omega maar volledig aangepast aan de Australische noden. Hij kreeg ook een nieuwe standaard motor mee: een 3,8 liter V6 van Buick-origine. Ook de 5 liter V8 bleef aangeboden. De motoren waren te koppelen aan een manuele 5-versnellingsbak of een viertrapsautomaat.
Met de VN-serie was Holden weer de onbetwiste koploper van de Australische automarkt in 1989. In 1990 was ook een volledig nieuwe Holden Ute (VG) weer terug na een jarenlange afwezigheid. Nog dat jaar werden ook de luxemodellen Holden Statesman en - Caprice (VQ) gelanceerd. Al die modellen waren gebaseerd op het verlengde platform van de VN Commodore Wagon. Ook nog werd een Holden VN de vijf miljoenste auto van het merk.
In de jaren 1980 kwam de Australische overheid met het Button Plan dat voorzag in de reductie van het aantal Australische automodellen en het introduceren van het delen van modellen met buitenlandse merken. In die context werd de VN Commodore ook verkocht als Toyota Lexcen. Tussen 1988 en 1990 werd de VN ook in Nieuw-Zeeland geassembleerd. Daar waar de Berlina in Australië boven de Executive was gepositioneerd was dit in Nieuw-Zeeland omgekeerd. De Nieuw-Zeelandse Berlina kreeg daarbovenop ook nog een 2 liter vier-in-lijnmotor.

## Modellen
- Aug 1988: Holden Commodore Executive Sedan
- Aug 1988: Holden Commodore Berlina Sedan
- Aug 1988: Holden Commodore S Sedan
- Aug 1988: Holden Commodore SS Sedan
- Aug 1988: Holden Calais Sedan
- Aug 1988: Holden Commodore Executive Wagon
- Aug 1988: Holden Commodore Berlina Wagon
- Sep 1989: Holden Commodore ~ Series II